# Ligne de Montargis à Sens
La ligne de Montargis à Sens est une ligne de chemin de fer française, partiellement déclassée, qui était un maillon du projet d'une Ligne d'Orléans à Châlons.
Elle constitue la ligne 748 000 du réseau ferré national et relie Montargis à Sens respectivement sous-préfectures du Loiret et de l'Yonne.

## Histoire

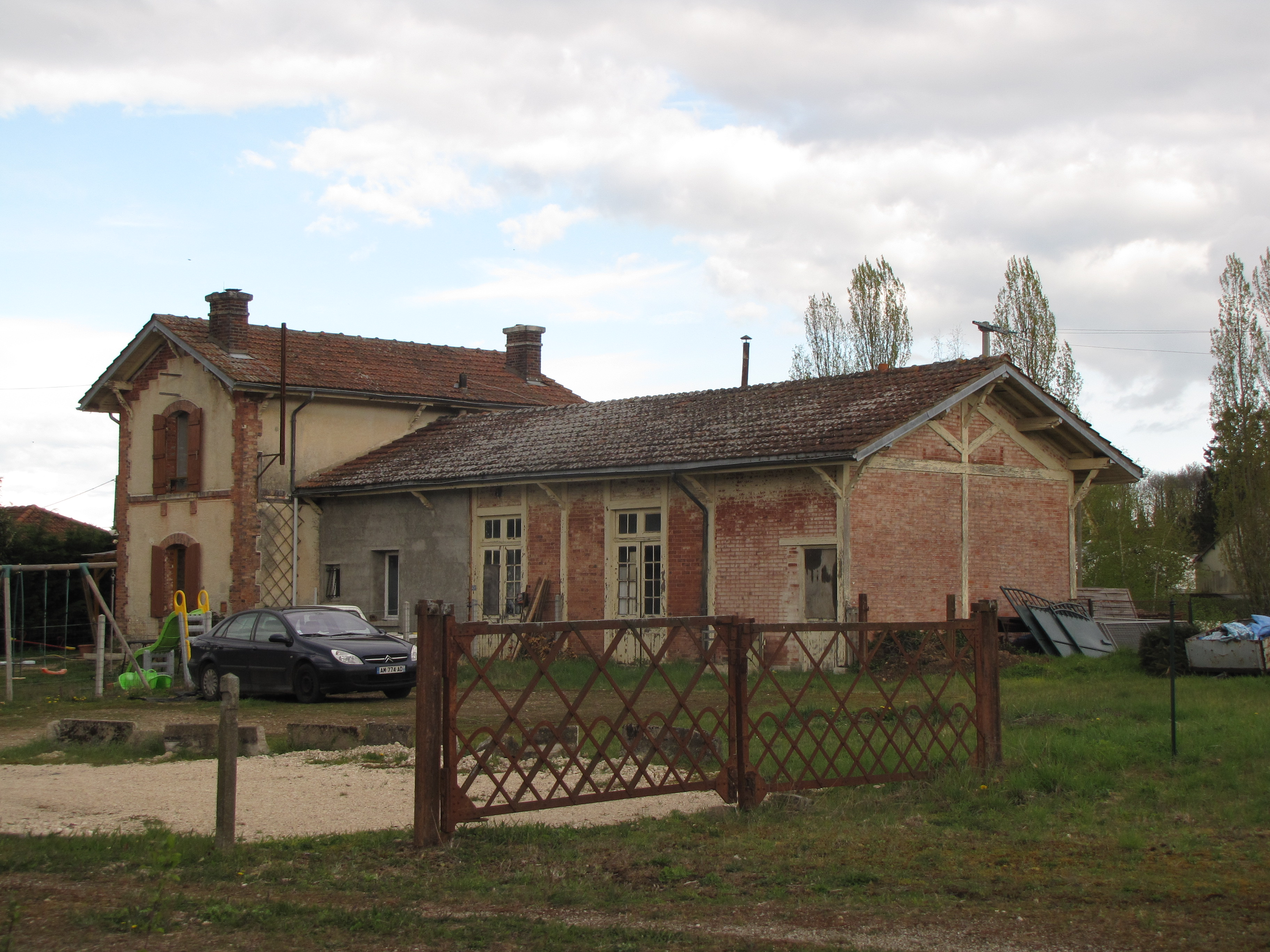
Ancienne gare de Château-Renard

La ligne, partie d'un itinéraire « d'Orléans à Châlons-sur-Marne » est concédée par une convention signée le 14 juin 1864 entre le ministre des Travaux Publics et Messieurs James Nugent Daniel, James Legeyt Daniell fils, Louis-Théodore de Boudard, Charles-Édouard Mangles, Philippe Shore Fletcher et William Truck. Cette convention est approuvée par un décret impérial à la même date. Toutefois, ces concessionnaires sont déchus par un arrêté du ministre des travaux publics le 18 avril 1868. La ligne « d'Orléans à Châlons-sur-Marne » est déclarée d'utilité publique par décret impérial le 19 juin 1868.
Par décret impérial du 29 mai 1869, la concession de ligne « d'Orléans à Châlons-sur-Marne » est mise en adjudication. L'adjudication au profit de Messieurs de Buissierre, Donon et Tenré est prononcée le 10 août 1869. Elle est approuvée par décret impérial le 16 février 1870.
La ligne, d’abord à voie unique, est inaugurée le 6 octobre 1874.
La ligne est rachetée par l'État selon les termes d'une convention signée le 26 avril 1877 entre le ministre des Travaux publics et la Compagnie du chemin de fer d'Orléans à Châlons. Cette convention est approuvée par une loi le 18 mai 1878.
Par décret du 25 mai 1878, l’Administration des chemins de fer de l'État est créée et reprend l’exploitation de la ligne à la défaillante Compagnie du chemin de fer d’Orléans à Chalons. 
En 1880, le Réseau de l’État fait poser une deuxième voie. La ligne est cédée à la Compagnie des chemins de fer de Paris à Lyon et à la Méditerranée par une convention signée entre le ministre des Travaux publics et la compagnie le 26 mai 1883. Cette convention est approuvée par une loi le 20 novembre suivant.
En 1929, cinq omnibus journaliers Montargis-Sens et retour desservent la ligne 156 du PLM. Il faut 1h39 pour effectuer le parcours de 62 km soit une moyenne de près de 38 km/h. 
Le 2 octobre 1939 la ligne est fermée aux voyageurs.
Le déclassement de la portion de voie de Triguères à Courtenay a eu lieu le 9 octobre 1998. La voie est déposée sur ce tronçon.
Sur les deux autres tronçons, de Sens à Courtenay et de Montargis à Triguères, la ligne est inexploitée.
La ligne a été utilisée entre Sens et Subligny pour acheminer les matières premières durant la phase initiale de construction de l’A19.

## Infrastructure
Dans le département de l'Yonne, la ligne est encore exploitée du PK 179,489 (Sens) au PK 175,000 (limite de l'embranchement Schiever). Elle emprunte le tunnel de Paron situé au PK 177,384.